# Chenopodium moquinianum
Chenopodium moquinianum är en amarantväxtart som beskrevs av Paul Aellen. Chenopodium moquinianum ingår i släktet ogräsmållor, och familjen amarantväxter. Inga underarter finns listade i Catalogue of Life.